# Oedipina elongata
Oedipina elongata là một loài kỳ giông trong họ Plethodontidae.
Nó được tìm thấy ở Belize, Guatemala, và México.
Môi trường sống tự nhiên của chúng là các khu rừng ẩm ướt đất thấp nhiệt đới hoặc cận nhiệt đới.
Nó bị đe dọa do mất môi trường sống.